# 莎娃
莎娃（阿美語：Sawa'），是台灣阿美族太巴塱部落傳說中的女性，她因為自己驚人的美貌而引起了阿美族和卑南族之間的戰爭。

## 身世
莎娃出生在太巴塱部落的卡基塔安（Kakita'an）家族，有一個哥哥阿杆（Agah/Angahalimolo），他們的家族傳說是女神迪雅瑪贊的後代。

## 傳說

### 被擄
莎娃從小就因為自己的美貌而聲名遠播，連卑南族也被她所吸引，於是在她六歲的時候，趁著母親下田工作時以法術把她擄走，得知的家人雖然心裡著急，但當時卑南族的軍隊相當強悍，幾乎沒辦法救回她，家人們都相當絕望，然而，她的哥哥阿杆不願放棄，開始勤練戰鬥技巧和撐竿跳，發誓要把妹妹帶回來，幾年後，他成為了太巴塱部落第一的勇士。

### 重逢
武功練成的阿杆接著離開部落往南，族自尋找莎娃的下落，過程中他途經拉拉鄂斯族的部落，他在當地的好友馬亞威（Mayawei）表示願意和他一起去救莎娃，馬亞威因為從小就和卑南族相鄰，不僅相當了解他們的習慣、還通卑南語，兩人先喬裝成卑南族進入卑南族的部落，在路上找到莎娃，兄妹相認之後開始計畫逃亡。他們最後決定在卑南族的猴祭那天趁著部落狂歡並放鬆戒備時下手，以撐竿跳的方式越過部落外圍的刺竹林離開，為此他們選擇一條沿途上都有竹子的撤退路線、並將竹子拉彎、用繩索固定成弓形，做成一個彈射裝置。

### 營救
到了猴祭當天，卑南族人大肆慶祝，而莎娃也趁機多給卑南族青年倒酒，讓他們失去戰鬥能力，到了祭典最高潮時，馬亞威喬裝成卑南族神話中認為能帶來好運的紅衣神來到現場，讓卑南族人把注意力集中在他身上，這時躲在旁邊草叢裡的阿杆趁機抓著廣場外彈射裝置的頂端，並割斷固定的繩索，將自己彈入廣場的人群中抓住莎娃，又利用竹子回彈的時候翻出廣場和刺竹林，並用一樣的方法飛盪到卑南族勢力外和馬亞威會合，一行人抄小徑離開，終於救回了莎娃。（在部分版本中，阿杆是趁著莎娃在盪鞦韆時撐竿跳進去、從空中抱住莎娃之後再用撐竿跳逃離現場的。）

### 後續
回到家的莎娃雖然結婚生子，但因為身上被卑南族施了咒術，仍然生病而死；而發現真相的卑南族人立刻採取報復，進攻拉拉鄂斯族和太巴塱部落，雖然阿美族人在激戰後獲勝，但也造成了相當大的損傷，包括馬亞威在內的拉拉鄂斯族的青年全數戰死，而過程中奇美部落也和太巴塱部落聯手打敗卑南族軍隊，建立起兩社的合作關係，阿美族和拉拉鄂斯族也自此和卑南族成為世仇。

## 文化資產
現今位於太巴塱部落的富田納骨碑，據說就是莎娃的衣冠塚，而該石碑目前已被花蓮縣政府訂為文化資產。